# Pendembu
Pendembu est une ville située dans le district de Kailahun de la province de l'Est, en Sierra Leone.
C'est la ville natale d'Ahmad Tejan Kabbah, qui fut président de la République de 1996 à 2007.

## Source
- (en) Cet article est partiellement ou en totalité issu de l’article de Wikipédia en anglais intitulé « Pendembu, Sierra Leone » (voir la liste des auteurs).